# Santa Cruz de Cría
Santa Cruz de Cría es una localidad peruana ubicada en el distrito de Huarmaca, perteneciente a la provincia de Huancabamba del departamento de Piura, al norte del Perú. 

## Ubicación
Santa Cruz de Cría se ubica al sur de la provincia de Huancabamba, en el distrito de Huarmaca, en el departamento de Piura.

## Demografía
En 2017 Santa Cruz de Cría tenía una población de 42 habitantes.